# 全国水平社青年同盟
全国水平社青年同盟（ぜんこくすいへいしゃせいねんどうめい）は1920年代に存在した日本の部落解放運動団体。

## 沿革・概要
1923年（大正12年）11月1日、大阪府南河内郡埴生村（現羽曳野市）において、全国水平社（全水）同人の共産主義系青年活動家により、高橋貞樹の指導下に結成された。委員長松田喜一。
階級闘争主義と労農水提携（労農運動と水平社運動の提携）を掲げいわゆる「ボル派」として全水内部で次第に力を増していった。1924年（大正13年）11月、南梅吉・平野小剣ら従来の幹部を「スパイ問題」（南・平野らが警察幹部と交際があったというもの）を理由に辞任に追い込み、1925年（大正14年）5月7-8日の全水第4回大会の規約改正（基礎組織確立・民主集中制）により、これまでの「無組織の組織」といわれた状態を脱して中央集中主義に移行させるなど、全水の主導権を確立するに至った。 
1925年（大正14年）9月18日、大阪市中之島公会堂で開かれた2周年大会において、全国水平社無産者同盟への改組と、将来の全国無産青年同盟参加を決定した。